# Kurt Keinrath

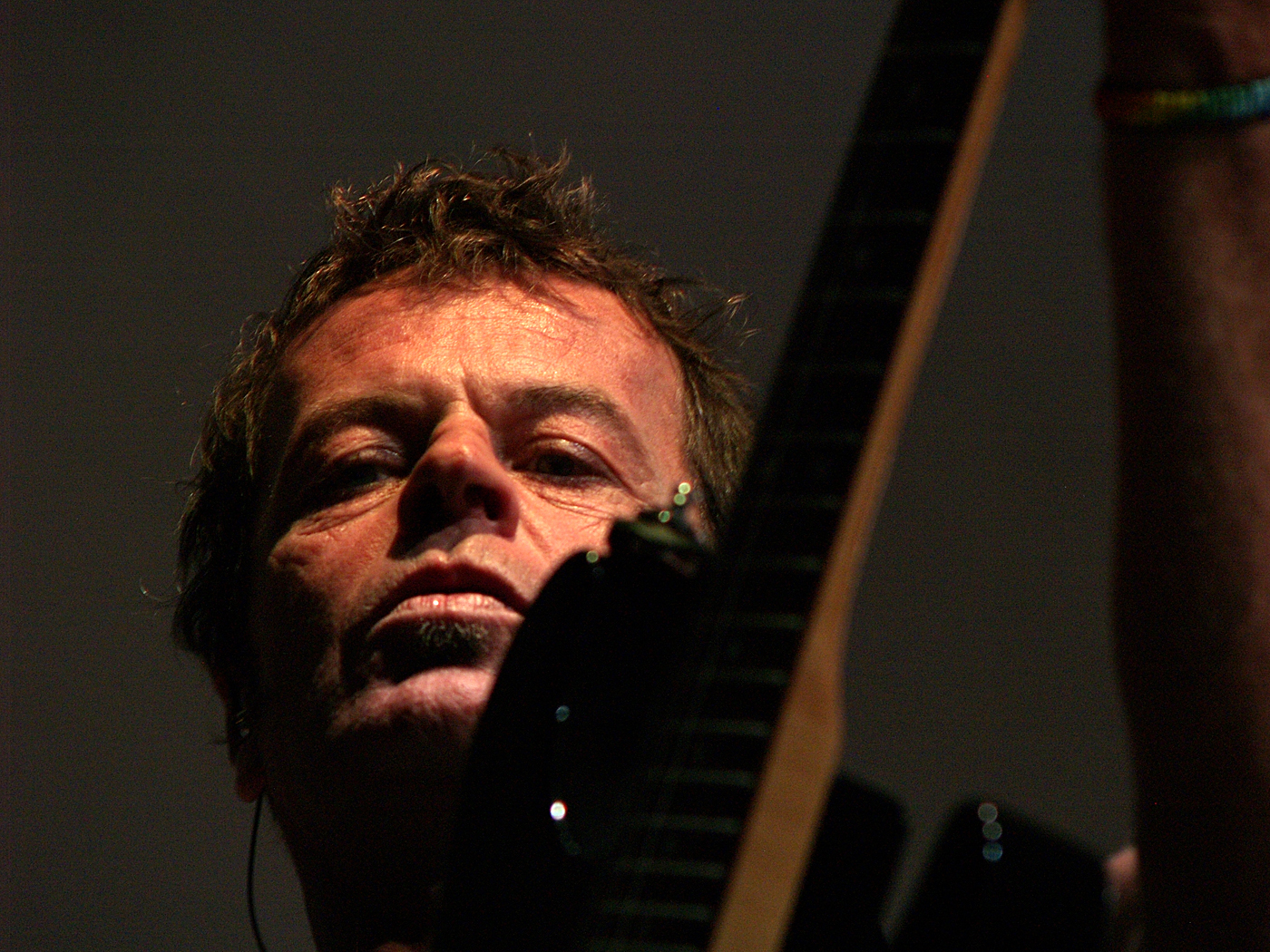
Kurt Keinrath

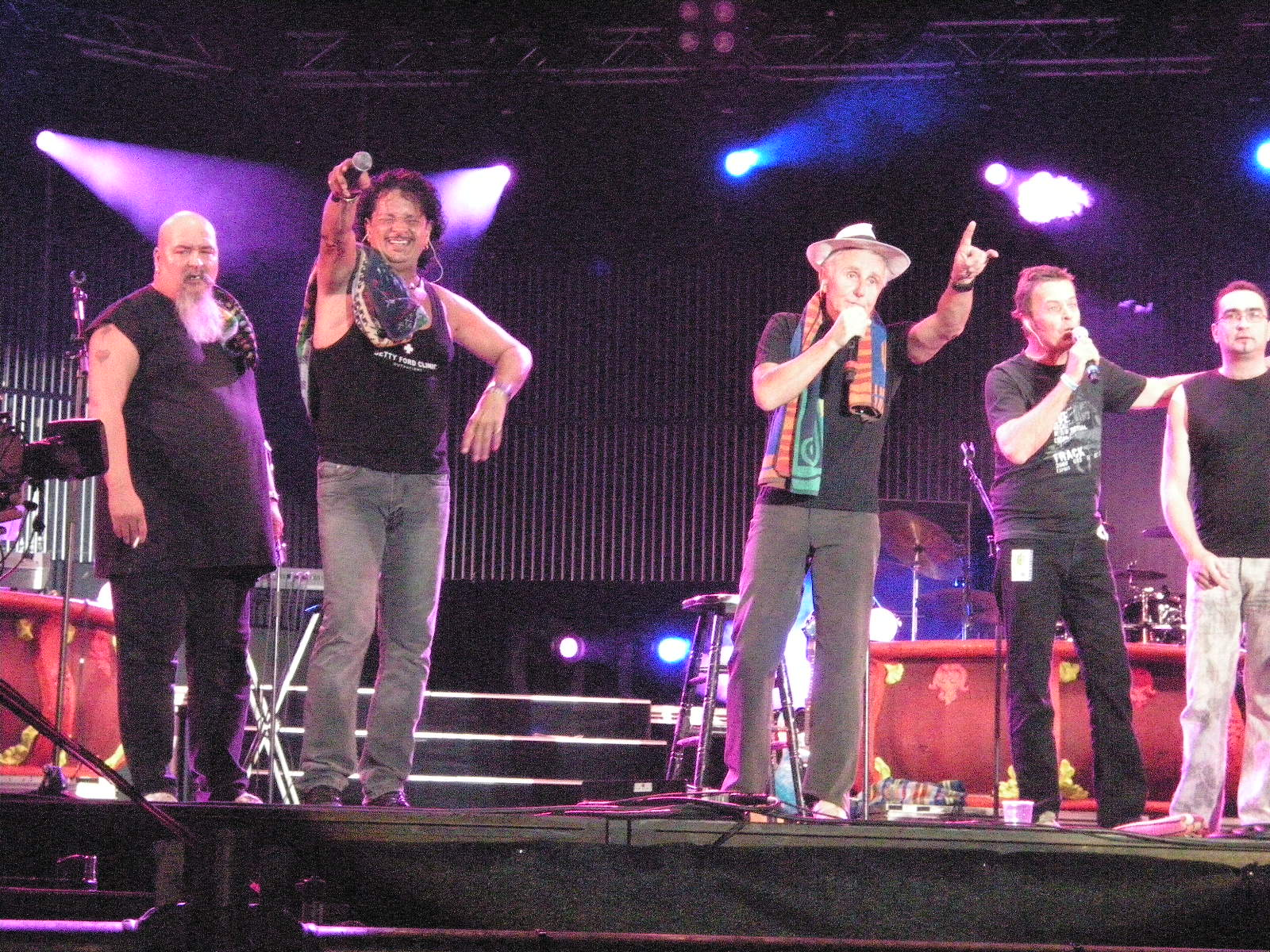
Kurt Keinrath (2. von rechts) mit EAV

Kurt Keinrath (* 5. Dezember 1956 in Feldbach) ist ein österreichischer Musiker, Komponist und Produzent.

## Leben
In frühen Jahren war Keinrath Partner des österreichischen Country/Folk-Musikers Jim Cogan. Die meisten Jahre seiner Karriere verbrachte Keinrath mit der steirischen Rockband Erste Allgemeine Verunsicherung. Seit Anfang der 1990er-Jahre bis zur Auflösung der EAV im Jahr 2019 produzierte er zahlreiche Alben der Band und war seit 1996 auf Grund einiger Umbesetzungen ein festes Mitglied.
Keinrath komponierte ca. 400 Titel, einige für die EAV aber auch für Interpreten wie Schürzenjäger, Carl Peyer, Christina Stürmer, DJ Ötzi, Marianne & Michael sowie Stefan Mross. Er arbeitet im Studio mit z. B. EAV, Aniada a Noar, Wolfgang Ambros, Judy Simone, Carl Peyer, Jim Cogan, Zäus, Wolfgang Strahlhofer bzw. Gegenlicht, Paldauer u. v. a.

## Werk

### Kompositionen (Auswahl)
- Valérie Sajdik: Es Wird Regen Geben, Audio-CD, Beditech 2008
- Stefan Mross: Weil du bist wie du bist. Album: Immer wieder Stefan, Koch Universal 2006.
- DJ Ötzi: Love, Peace & Vollgas. Album: Love, Peace & Vollgas, ultimaTIEF 2001.
- Marianne & Michael: Was ist das gegen die Ewigkeit. Album: Volksmusik in Gold, Koch Universal 2008.
- Schürzenjäger: Wenn i einmal nimmer bin. Album: Träume sind stärker, Tyrolis/Montana 1996.
- Christina Stürmer:  Liebt sie dich so wie ich?. Single, Universal 2005.
- Gaby Albrecht: Bis wir uns wiederseh`n. Single, BMG 1999
- Christa Fartek: Don`t give up   Album, 3SELECT Music 2018